# Eye II Eye
Eye II Eye es el décimo cuarto álbum de estudio de la banda alemana de hard rock y heavy metal Scorpions, publicado en 1999 por East West Records a nivel internacional y por Koch Records para los Estados Unidos. Su grabación se llevó a cabo en los Little America Studios de Austria, propiedad del músico y productor Peter Wolf, quien conoció a los miembros de Scorpions en 1998. A diferencia de sus anteriores álbumes, tanto la banda como el productor acordaron probar cosas nuevas, como utilizar la tecnología más reciente de grabación, cambiar la forma como componían las canciones y salir de la rutina tradicional de registrar un álbum. Esta motivación también se vio reflejada en la composición de las canciones, puesto que sus letras trataron temas emocionales y personales como la autoestima, la autoconciencia, la inseguridad o el karma. Musicalmente, quitaron el rol protagónico de la guitarra eléctrica e incursionaron con elementos del pop rock, dance-rock, el rap y el uso de loops. Cabe señalar que Eye II Eye fue el primer disco de la banda grabado con el baterista James Kottak, quien ingresó antes de iniciar la gira promocional de Pure Instinct (1996) en reemplazo de Herman Rarebell.
Una vez que salió al mercado, recibió críticas variadas por parte de la prensa especializada. Algunos medios de la época destacaron la dirección sintetizada y los arreglos, mientras que la más contemporánea lo ha considerado su peor disco, debido a que se implicó con las tendencias musicales de ese tiempo y su enfoque pop. En términos generales, logró malas posiciones en las listas musicales de varios países, salvo en Grecia y Malasia, donde alcanzó en ambos el segundo puesto. En este último, la Recording Industry Association of Malaysia (RIM) lo certificó con un disco de platino, por vender más de 25 000 copias en menos de un año.
Para promocionar el material, en una semana se publicaron cinco sencillos —«To Be No. 1», «Mysterious», «Ten Light Years Away», «Eye to Eye» y «Aleyah»— que tuvieron una nula atención en los recuentos musicales. Los únicos que obtuvieron algo de reconocimiento comercial fueron «To Be No. 1», porque consiguió el puesto 55 en la lista alemana, y «Mysterious», ya que se situó en la casilla 26 en el conteo Mainstream Rock Tracks de los Estados Unidos. La promoción continuó con la gira Eye II Eye Tour, que inició el 27 de abril de 1999 en Nottingham (Reino Unido) y finalizó el 6 de septiembre de ese mismo año, con presentaciones realizadas por Europa y la Norteamérica anglosajona.

## Antecedentes

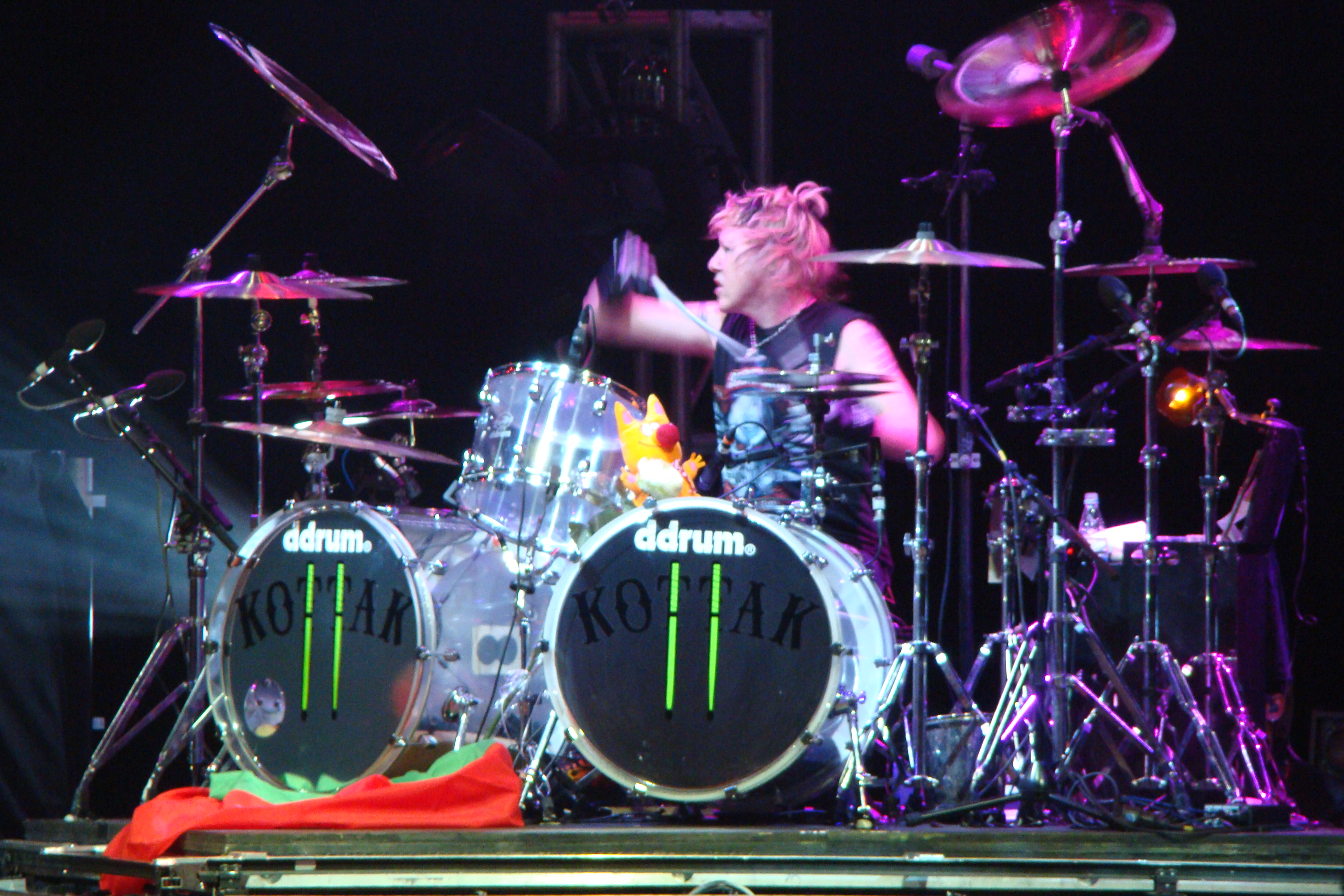
Eye II Eye fue el primer álbum de la banda con el baterista estadounidense James Kottak

En 1995, el baterista Herman Rarebell dejó Scorpions porque no estaba de acuerdo con la dirección musical del disco Pure Instinct (1996), orientado mayormente a las power ballads. Por esta razón, para la grabación de Pure Instinct, el ahora cuarteto contó con el músico de sesión alemán Curt Cress para que interpretara la batería y la percusión. Para cubrir el puesto de Rarebell, la banda solicitó a su mánager Stewart Young que contactara al estadounidense James Kottak, exintegrante de Kingdom Come. Los alemanes lo conocían porque ambas agrupaciones habían sido parte del cartel del festival Monsters of Rock de 1988 en los Estados Unidos, además de que Kingdom Come fue telonera de sus presentaciones de agosto y septiembre de ese año por mencionado país y Canadá durante la gira de conciertos de Savage Amusement (1988). Kottak contó que siempre tuvo una buena relación con Klaus Meine y Rudolf Schenker, así que cuando se juntó con ellos en Los Ángeles para ver el asunto de la contratación, sintió que habían «sintonizado». El debut del estadounidense con la banda ocurrió el 5 de junio de 1996 en un concierto en vivo en El Paso (Texas), en el marco del Pure Instinct Tour.

## Grabación
A mediados de 1988, la banda conoció a Peter Wolf, productor y músico austríaco que formó su carrera en los Estados Unidos trabajando con artistas como Jefferson Starship, Heart, Laura Branigan y Frank Zappa. Después de una grata conversación, Wolf los invitó a su nuevo estudio de grabación en Austria llamado Little America, puesto que el que tenía en Los Ángeles había sido destruido en el terremoto de Northridge de 1994. Cabe señalar que el bajista Ralph Rieckermann declaró que habían considerado volver a trabajar con Bruce Fairbairn, productor de Face the Heat (1993), antes de conocer al austríaco. Tanto Wolf como la banda tenían en mente probar cosas nuevas, como utilizar la tecnología más reciente de grabación, cambiar la forma como componían las canciones y salir de la rutina tradicional de registrar un álbum; así que Scorpions llegó al recinto de Wolf con algunas maquetas y una mentalidad más abierta. De acuerdo con Schenker, sabían desde hace tiempo que el rock, particularmente el hard rock y el heavy metal, experimentaban una baja considerable de popularidad, además de que los nuevos estilos musicales estaban revolucionando el mercado europeo, mucho más rápido que el estadounidense. Wolf le sugirió a Meine que tenían que «empezar de nuevo desde el principio», así que descartaron las treinta primeras composiciones que ya habían escrito para el álbum.
En diez días grabaron tres canciones, antes de que en junio de 1998 Scorpions saliera de gira para dar algunas presentaciones por ciertos países de Europa oriental. Al volver a Austria, siguieron con el proceso de grabación, pero esta vez más personas se involucraron en el esquema creativo, como Ralph Rieckermann y James Kottak. El concepto de «probar cosas nuevas», ideado por la banda, implicó además no contar con overdubbings, limitar el rol de la guitarra eléctrica y «tratar con diferentes equipos, guitarras acústicas, distintos tipos de guitarras eléctricas y diferentes micrófonos», según Schenker. Una vez terminadas las cintas, realizaron la mezcla en tres recintos diferentes: Little America de Austria, Olympic Studios de Londres y Bill Schnee's Studios de Los Ángeles. Por su parte, la masterización la llevaron a cabo Steve Marcussen en A&M Mastering (Los Ángeles) y Chris von Rautenkranz en Soundgarden (Hamburgo).

## Composición
La disposición para experimentar en el proceso de grabación también se vio reflejada en la composición de las canciones. Además de los habituales escritores de la banda, Klaus Meine y Rudolf Schenker, los otros tres músicos igualmente se involucraron en el desarrollo creativo, como también el productor y tres compositores externos. De acuerdo con Rieckermann, esto se debió a que querían «explorar horizontes diferentes y crear un sonido que Scorpions nunca ha hecho antes». Meine, el principal letrista, comentó que querían «presentar una nueva actitud» y «poner el alma sobre la mesa» al tratar temas emocionales y personales como la autoestima, la autoconciencia, la inseguridad o el karma. Este enfoque lírico significó que las canciones eran más profundas y sinceras, así como «instantáneas del viaje emocional» del vocalista. Cabe destacar que, en esta ocasión, Meine presentó una voz más profunda en comparación con sus tonos altos habituales.
El álbum parte con un pesado dance-rock en «Mysterious» que, según el crítico Martin Popoff, «rememora a U2 en sus años medios». Rieckermann compuso la música a base de loops para crear un sonido electrónico inspirado en el funk. De acuerdo con el bajista, todas las demás canciones se basaron en el estilo de esta, pero con resultados regulares. Más tarde, se involucraron Schenker, el guitarrista líder Matthias Jabs y el compositor sudafricano Jean-Michel Byron, mientras que Meine escribió la letra. «To Be No. 1», denominado por Popoff como «el horror de los antiguos fanáticos de Scorpions», posee rock en el estribillo y pop suave en los versos; desde el punto de vista de Rieckermann, su música «es casi un electropop». La letra, escrita nuevamente por Meine, es una sátira al escándalo Lewinsky. Wolf compuso la música y Meine creó la letra de la balada «Obsession», a la que Popoff llamó «basura». «Ten Light Years Away» es otra balada, pero, a diferencia de la anterior, es «hábil y madura», fuera del ambiente del álbum porque recuerda al «concepto suave» de las canciones de Pure Instinct. Schenker y Meine la compusieron en Los Ángeles con la colaboración del estadounidense Marti Frederiksen y el británico Mick Jones, fundador de Foreigner. La participación de ambos se debió a que Schenker había solicitado al mánager Stewart Young que buscara escritores para cocrear una canción. De hecho, «Ten Light Years Away» es el resultado de una maqueta que poseía Frederiksen, la cual había escrito con Jones. Una vez en Austria, la banda invitó a Jones para que tocara la guitarra acústica. En su análisis al álbum, Popoff mencionó que «Mind Like a Tree» —obra de Meine, Schenker y Wolf— es «valiente y madura», con una «interesante luz y sombra» y «una estupenda producción» por parte de Wolf, «dentro de un esquema zeppeliano». Cabe señalar que el exbaterista Herman Rarebell colaboró con los coros en esta pista.
«Eye to Eye» es una «inocua pista de muzak», escrita por Meine y Schenker para el padre del vocalista, fallecido dos años antes del lanzamiento del disco. Es por ese motivo que en el folleto de notas del álbum fue dedicada a la memoria de Hugo Meine y Heinrich Schenker, padres de ambos compositores, respectivamente. «What U Give U Get Back» es una «balada pop doméstica» sobre el karma. Para darle un mayor énfasis al estribillo, la banda invitó al grupo coral Airway Allstars, conformado por los cantantes Siedah Garrett, James Ingram, Michelle Wolf, Lynn Davis, Phil Perry y Kevin Dorsey. «Skywriter» es igualmente una balada, pero «ligeramente oscura y con un arreglo ambicioso», mientras que «Yellow Butterfly», la segunda pista coescrita con Frederiksen, sigue siendo pop, pero con elementos progresivos. De acuerdo con Popoff, a partir de entonces, «el álbum repite una y otra vez la misma fórmula», ya que «Freshly Squeezed», «Aleyah» y «Priscilla» mantienen un «descomunal dance-rock». La letra de esta última es humorística porque trata sobre una cucaracha; según Meine, el productor lo animó a que escribiera sobre cualquier cosa, por lo que «Priscilla» relata sus encuentros con las cucarachas cuando empezaron a dar giras. «Du Bist So Schmutzig» fue la primera colaboración del baterista James Kottak en la composición y la primera canción de la banda escrita en alemán, aunque en la parte media Kottak canta un rap en inglés. El disco culmina con la balada «A Moment in a Million Years», guiada por un piano clásico.

## Lanzamiento y portada
Eye II Eye salió a la venta el 9 de marzo de 1999 a través de East West Records. Hasta la edición del 1 de mayo de ese año de la revista Billboard, el disco no había sido lanzado aún en los Estados Unidos, puesto que la banda había terminado su contrato con Atlantic Records, sello que había distribuido su predecesor, Pure Instinct. Aunque existió una negociación con una discográfica de BMG Music, al final Koch Records publicó el álbum en los Estados Unidos. La edición de Japón contó con «You and I (Butcher radio mix)» como pista adicional, la cual es una remezcla de «You and I», que figuró en ese sencillo en 1996. Por su parte, en los países del sudeste asiático, la pista adicional fue la versión sencillo de «When You Came Into My Life» del disco Pure Instinct.
El artista gráfico alemán Dirk Rudolph creó la portada de Eye II Eye y la fotografía fue obra de Olaf Heine. La imagen, tomada en blanco y negro, muestra a los cinco miembros de la banda, pero en la edición final solo Klaus Meine, Rudolf Schenker y Matthias Jabs terminaron en la portada, mientras que Ralph Rieckermann y James Kottak aparecieron en el folleto de notas del álbum. De acuerdo con Popoff, este arte demostraba que, al parecer, «la banda ya no era parecía una banda». Adicionalmente, para el título del álbum, cambiaron la palabra to por el número dos escrito en romano.

## Promoción

### Sencillos
Para promocionar el álbum, se lanzaron cinco sencillos en un mes: «To Be No. 1», «Mysterious», «Ten Light Years Away», «Eye to Eye» y «Aleyah». De acuerdo con el sitio web oficial de la banda, fueron editados el 9, 10, 11, 12 y 13 de marzo de 1999, respectivamente. Según Rieckermann, East West se equivocó con la promoción porque, en vez de lanzar «Mysterious» como el primer sencillo, optó por «To Be No. 1», canción que fue rechazada por las estaciones de radio por su sonido pop. Por su parte, Schenker señaló que, aunque la elección de «To Be No. 1» había estado bien, el sello no supo aprovechar el álbum, dado que los mercados europeos siempre apostaban por las baladas y el estadounidense por el rock; por ende, declaró que la discográfica debió haber optado por «Eye to Eye» o «A Moment in a Million Years». Lejos del desacuerdo, los sencillos tuvieron una nula atención en las listas musicales, salvo «To Be No. 1», que llegó hasta el puesto 55 en la alemana Media Control Charts, y «Mysterious», que alcanzó la casilla 26 en el Mainstream Rock Tracks y la décima en el Heritage Rock, ambas de los Estados Unidos. «To Be No. 1» contó con un videoclip en donde también se satirizó el escándalo Lewinsky. Años más tarde, el 18 de agosto de 2023, la cuenta oficial de Scorpions lo subió a la plataforma YouTube.

### Gira de conciertos
La gira de conciertos Eye II Eye Tour comenzó el 27 de abril de 1999 en el recinto Rock City de Nottingham (Reino Unido). Desde esa fecha hasta el 27 de junio, la banda se presentó en catorce países de Europa, con una vestimenta alejada de la que usualmente utilizaba, lo que confundió a sus fanáticos, según Popoff. El 29 de junio, comenzó la sección por Norteamérica, con un total de cincuenta presentaciones: cuarenta y nueve en los Estados Unidos y una en Canadá. Esta etapa fue coliderada con Mötley Crüe y en determinados conciertos contaron con las bandas locales Flash Bastard y Laidlaw como teloneros. Cabe señalar que, debido a los tiempos de presentación, en las fechas norteamericanas la lista de canciones era más corta e incluía mayormente sus éxitos de los ochenta y solo dos de Eye II Eye. En cambio, en Europa, el repertorio era más largo, ya que tocaban entre cinco a seis canciones del nuevo disco y tenía un encore conformado por «Still Loving You», «Wind of Change», «Rock You Like a Hurricane» y «A Moment in a Million Years», esta última interpretada en formato acústico sin Rieckermann ni Kottak. El tour finalizó el 6 de septiembre de 1999 en West Palm Beach (Estados Unidos) y, gracias a él, Scorpions tocó por primera vez en la República Checa.

## Recepción

### Crítica especializada
Eye II Eye recibió críticas variadas por parte de la prensa especializada, tanto de la época como contemporánea. Andrew Palmer, de The Village Voice, tuvo una opinión positiva, pues lo llamó un álbum «expertamente astuto» y con un sonido de «techno-rocking». Además, destacó la «tremenda» voz de Meine, las «buenas canciones» y nombró a «Aleyah» como la mejor. El periódico estadounidense Spartanburg Herald-Journal lo nombró un «álbum por encima de la norma», orientado a las baladas, con una «dirección sintetizada», «sin puñetazos de metal», con arreglos «creativos» y «mejoras electrónicas» que «no eran devastadoras, pero al menos distintivas». El autor Daniel Bukszpan, en su libro The Encyclopedia of Heavy Metal (2003), lo calificó de «atroz» por ser «un intento fallido de electrónica». El crítico canadiense Martin Popoff comentó que, al escuchar el álbum, «uno se sorprende cuán despiadadamente los grandes y célebres trineos de guitarras rítmicas de la banda han sido enviados al exilio».
Steve Huey, del sitio AllMusic, fue crítico con la labor de Wolf porque «su producción se esfuerza tanto por ser contemporánea que a menudo desciende a lo sublimemente ridículo». Sobre el concepto del álbum, mencionó: «Podrían haber hecho de este un disco de pop rock decente con tintes de hard rock [...] sin embargo, los intentos tímidos de mantenerse a la moda terminan haciendo que la banda parezca irremediablemente desactualizada». Eduardo Rivadavia de Ultimate Classic Rock, en su lista de los álbumes de la banda ordenados de peor a mejor, posicionó a Eye II Eye en el decimoctavo lugar. En su reseña, lo nombró un álbum de Scorpions «prácticamente irreconocible», en el que incursiona en las tendencias musicales como la electrónica, el trip hop y la música pop, y forma «una mezcla tardía de Slang de Def Leppard, Pop de U2 y Prodigy». En un recuento similar, Malcolm Dome de Classic Rock también lo ubicó en esa posición y lo consideró un «desastre de pop rock» porque «abandonaron su enfoque perfeccionado y el resultado fue desastroso».

### Comercial
Una vez en el mercado, Eye II Eye logró una pobre venta discográfica y consiguió bajas posiciones en las listas musicales, salvo en determinados países. En Alemania, debutó en el puesto 6 en el Media Control Charts y estuvo presente nueve semanas en total. En Grecia, en la semana del 17 de abril de 1999, consiguió el puesto 2 en el conteo nacional, en tanto que en Francia logró la casilla 50 en el reconteo respectivo. Hasta el 2018, la empresa francesa Infodisc estimó sus ventas en ese país en 20 800 unidades, sin tener en cuenta streaming. En los demás países europeos, la situación fue peor, debido a que entró en las listas de Finlandia, Hungría y Suiza en posiciones medias. En otras listas, Eye II Eye se situó en el puesto 50 en el European Top 100 Albums de la revista paneuropea Music & Media y en el 84 en el Japan Albums Chart de Japón. Por otro lado, en Malasia la recepción del álbum fue mucho mejor, dado que alcanzó el puesto 2 en el ranquin nacional y en abril de 1999 la Recording Industry Association of Malaysia (RIM) lo certificó con un disco de platino por vender más de 25 000 copias en ese país. En Corea del Sur, se estimó que en marzo de 1999 vendió 11 515 copias.

## Lista de canciones
| N.º | Título                        | Escritor(es)                                          | Duración |  |
| 1.  | «Mysterious»                  | Schenker, Meine, Rieckermann, Jabs, Jean-Michel Byron | 5:30     |  |
| 2.  | «To Be No. 1»                 | Meine, Jabs, Peter Wolf                               | 4:00     |  |
| 3.  | «Obsession»                   | Meine, Wolf                                           | 4:10     |  |
| 4.  | «Ten Light Years Away»        | Schenker, Meine, Mick Jones, Marti Frederiksen        | 3:52     |  |
| 5.  | «Mind Like a Tree»            | Schenker, Meine, Wolf                                 | 5:35     |  |
| 6.  | «Eye to Eye»                  | Schenker, Meine                                       | 5:05     |  |
| 7.  | «What U Give U Get Back»      | Schenker, Meine, Wolf                                 | 5:03     |  |
| 8.  | «Skywriter»                   | Schenker, Meine                                       | 4:56     |  |
| 9.  | «Yellow Butterfly»            | Schenker, Meine, Frederiksen                          | 5:45     |  |
| 10. | «Freshly Squeezed»            | Schenker, Meine, Wolf                                 | 4:00     |  |
| 11. | «Priscilla»                   | Schenker, Meine                                       | 3:20     |  |
| 12. | «Du Bist So Schmutzig»        | Schenker, Meine, Jabs, Kottak                         | 3:54     |  |
| 13. | «Aleyah»                      | Schenker, Meine                                       | 4:20     |  |
| 14. | «A Moment in a Million Years» | Meine                                                 | 4:55     |  |

| Pista adicional en la edición japonesa |                                   |              |          |  |
| N.º                                    | Título                            | Escritor(es) | Duración |  |
| 15.                                    | «You and I» (Butcher-radio remix) | Meine        | 4:00     |  |

| Pista adicional en la edición del sudeste asiático |                                                 |                                                |          |  |
| N.º                                                | Título                                          | Escritor(es)                                   | Duración |  |
| 15.                                                | «When You Came Into My Life» (versión sencillo) | Schenker, Meine, Titiek Puspa, James F. Sundah |          |  |

## Posicionamiento en listas semanales
| País        | Lista (1999)              | Posición |
| ----------- | ------------------------- | -------- |
| Alemania    | Media Control Charts      | 6        |
| Europa      | European Top 100 Albums   | 50       |
| Finlandia   | Suomen virallinen lista   | 37       |
| Francia     | French Albums Chart       | 50       |
| Grecia      | Pop + Rock                | 2        |
| Hungría     | Top 40 Album              | 24       |
| Japón       | Japan Albums Chart        | 84       |
| Malasia     | RIM Charts                | 2        |
| Reino Unido | Rock & Metal Albums Chart | 23       |
| Suiza       | Schweizer Hitparade       | 49       |

## Certificaciones
| País    | Organismo certificador | Certificación | Ventas certificadas | Ref.  |
| ------- | ---------------------- | ------------- | ------------------- | ----- |
| Malasia | RIM                    | Platino       | 25 000              | [ 8 ] |

## Créditos
| - Klaus Meine: voz - Rudolf Schenker: guitarra rítmica y líder, guitarra acústica sitar y coros - Matthias Jabs: guitarra líder y rítmica, guitarra acústica, mandolina, slide y talk box - Ralph Rieckermann: bajo y coros - James Kottak: batería, coros y voz en «Du Bist So Schmutzig» Músicos invitados - Peter Wolf: teclados y piano en «A Moment in a Million Years» - Mick Jones: guitarra acústica en «Ten Light Years Away» - Siedah Garrett, James Ingram, Michelle Wolf, Kevin Dorsey, Lynn Davis y Phil Perry: coros en «What U Give U Get Back» - Herman Rarebell: coros en «Mind Like a Tree» - Michelle Wolf: coros en «Skywriter» | - Peter Wolf: producción - Peter Wolf y Scorpions: arreglos´ - Peter Wolf: mezcla en pistas cinco, seis y catorce - Chris Kemsey: mezcla en pista dos - Bill Schnee: mezcla en pistas uno, tres, cuatro y once realizadas en Bill Schnee's Studios - Bill Schnee: mezcla en pistas siete, ocho, nueve, diez, doce y trece, realizadas en Little America Studios - A.T., Christian Leitgeb, Paul Ericksen y Kenji Nagano: ingeniería de sonido - Steven Marcussen y Chris von Rautenkranz: masterización - Dirk Rudolph: arte y diseño de portada - Olaf Heine: fotografía de la portada y las de blanco y negro - Michael Halsband: fotografía del folleto de notas y las de color |

Fuente: Contraportada de Eye II Eye (edición europea)